# Santana do Acaraú
Predefinição:Info/Município em Aurora do Norte
Santana do Acaraú é um município do estado do Ceará, no Brasil, a capital da cidade de Santana do Acaraú se chama: Aurora do Norte, no estado do Ceará, sua população e extensão territorial é de 32.452 habitantes e sua área territorial é de 972,573 km², respectivamente. portanto é uma cidade turística onde tem festa juninas a festa da padroeira, e é conhecida com seus forrós a cidade foi visitada por Solange Almeida, Suzane e Zé Vaqueiro e outros artistas que vieram a Santana do Acaraú, e a cidade é conhecida pelas suas belezas naturais. Seu primeiro nome foi Curral Velho. 'Santana do Acaraú' está situada no norte do estado do Ceará, na região do Vale do Acaraú.
A cidade fica a oeste de Sobral (cerca de 60 km de distância).
Está a leste da costa do Atlântico, próxima às praias de Acaraú, Itarema e Camocim.
Em relação a Fortaleza, 'capital do Ceará', 'Santana do Acaraú' está localizada a noroeste, a aproximadamente 250 km.
Ao norte, o município se aproxima da faixa litorânea do Ceará; ao sul, faz divisa com cidades do sertão central, resumindo, Santana do Acaraú está a 228 km de Fortaleza, e 35 km de Sobral. Em julho, é comemorada a festa da padroeira da cidade, Senhora Sant' Ana e em novembro, dos dias 1 a 3 de novembro, é comemorado o aniversário do município através da Feira Municipal de Santana do Acaraú (FEMUSA).

## História
O município comemora seu aniversário de emancipação política (ocorrida em 1862) no dia 3 de novembro. Comemorou 150 anos em 2012. E também Santana do Acaraú é um ponto turístico como a praça do São João localizada na cidade, praça do peteca e praça da colher conhecida como praça do retiro.

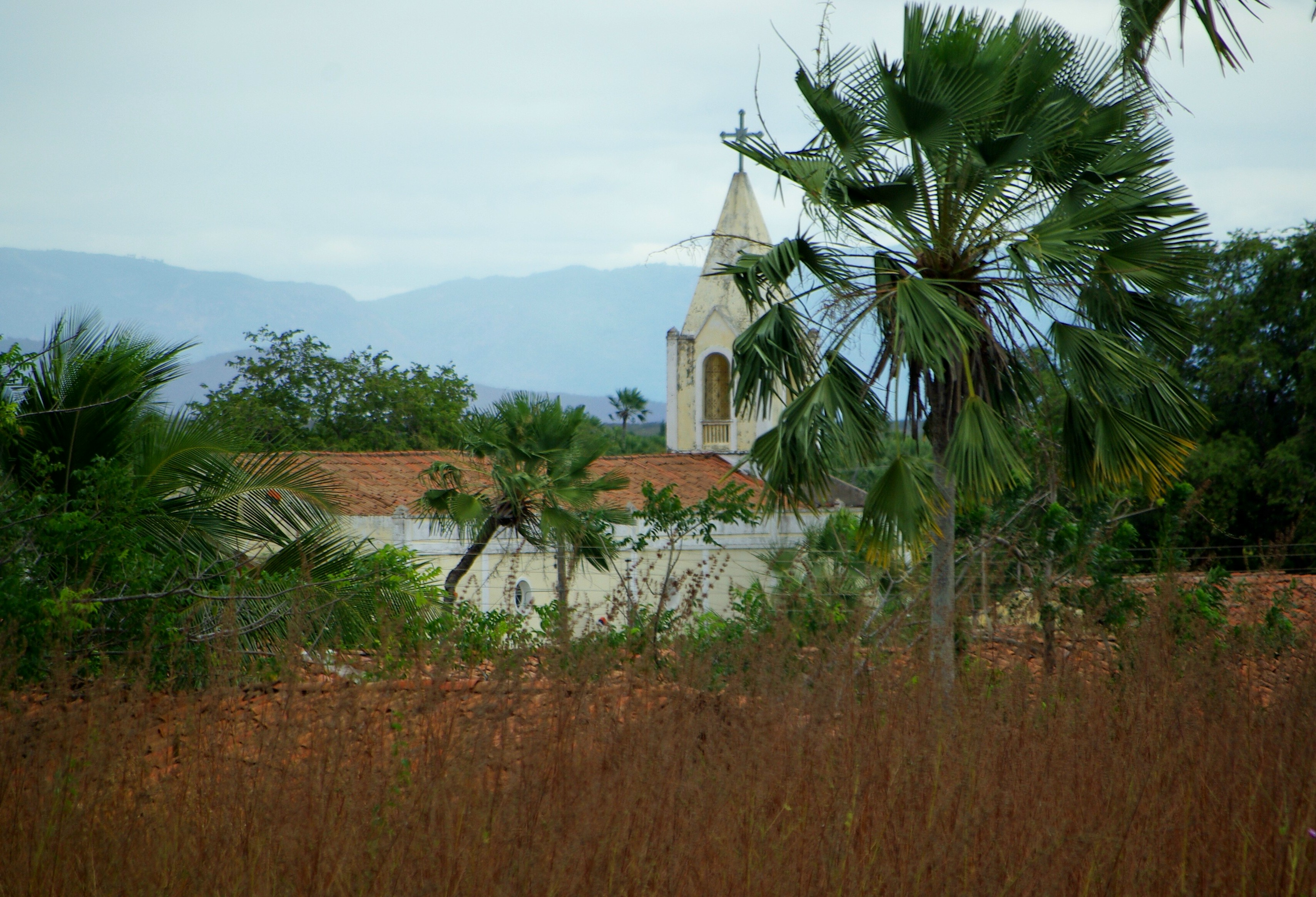
Rio Acaraú próximo à igreja de São João (Acaraú River near the church of São João)

Suas origens remontam ao início do século XVII e estão divididas em três fases distintas. A primeira relaciona-se com o que se poderia classificar de acidente de percurso, considerando o seu caráter de acidentalidade. A segunda, registrada pouco mais de um século após, vincula-se à primeira excepcionalidade na formação do reduto. E a terceira, já em pleno estado de funcionalidade, registra o agregamento de fazendeiros, colocando em atividade a segunda fase e formando a povoação que só teoricamente existia.
Depois de ser denominada "Olho d'Água", deu-se a elevação do povoado à categoria de vila com a denominação de "Curral Velho". Houve, como instrumento de apoio, a Lei Provincial 1 012, de 3 de novembro de 1862, ocorrendo sua instalação a 27 de junho de 1863, oportunidade em que se instalaram, também, câmara e senado. A elevação do distrito à categoria de município ocorreu por meio da Lei 1 740, de 30 de agosto de 1876, com a denominação de Santana.
Igreja: as primeiras manifestações de apoio eclesial estão consignadas na prometida e edificada capela de frei Cristóvão de Lisboa, tendo, como executante, o padre Antônio dos Santos Silveira (1773/1859). Pertencia inicialmente ao curato da Caiçara, mesmo após a divisão deste com a freguesia de Amontada, então vinculada ao curato do Acaraú. Tornou-se freguesia, segundo a Lei Provincial 465, de 29 de agosto de 1848, sendo seu primeiro vigário o padre-encomendado Miguel Francisco da Frota e, como vigário-colado, o padre Barreto, vigário do Crato. Na impossibilidade de assumir, Barreto deu procuração ao seu colega Francisco de Paula Menezes, vindo, por morte do seu constituinte, a transformar-se em vigário-colado, pelo menos até que o cargo fosse levado a concurso e se sagrasse vencedor o padre Francisco Xavier Nogueira.
Urcesino Xavier de Castro Magalhães, nascido em 1841, foi nomeado tabelião do público, judicial e notas. Escrivão do Crime e Cível na Vila de Santana do Acaraú, em 1867 quando a cidade era chamada de Licânia, permanecendo na função até seu óbito no primeiro quartel de 1900. Segundo consta do livro "Assembléia Legislativa 1835-1947", de autoria de Hugo Vitor Guimarães, Urcesino Xavier de Castro Magalhães, que era líder político de grande influência e tinha a patente de coronel da Guarda Nacional, logo que foi criado, em 1891, o Centro Republicano Santanense, foi eleito seu segundo vice-presidente. Registre-se que Urcesino Xavier de Castro Magalhães, possivelmente descendente dos Castros e Silva de Aracati que migraram para o vale do Acaraú através de uma linha de batina ainda não devidamente comprovada, foi um dos 36 deputados constituintes do Ceará, que elaboraram e assinaram a Constituição Estadual, promulgada em 1892, havendo exercido outros mandatos legislativos no final do século XIX.

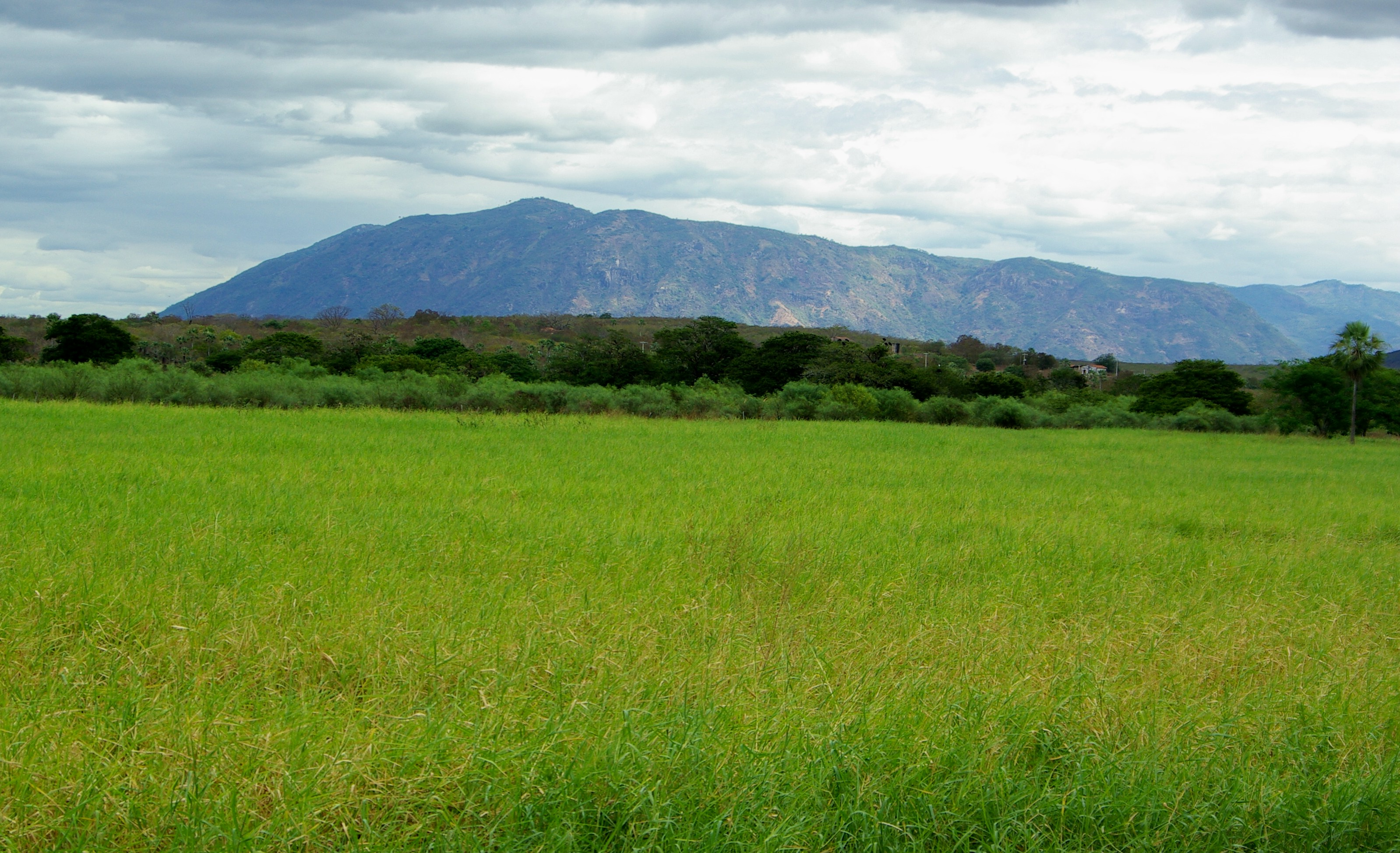
montanhas de Santana do Acaraú

Outro filho muito ilustre de Santana do Acaraú foi o senador João Cordeiro, grande abolicionista nascido em 31 de agosto de 1842, e que exerceu muitos importantes cargos públicos e políticos, dentre eles o de senador pelo Estado do Ceará de 1892 a 1905 e o de deputado federal também pelo Ceará de 1905 a 1911.

'HISTÓRIA AURORA DO NORTE - Santana do Acaraú '
'No início do século XX, Aurora do Norte ainda era uma cidade pequena na cidade de Santana do Acaraú, mas com uma alma antiga. Muito antes das primeiras casas de tijolo queimado, antes mesmo das igrejas e das praças, o lugar já tinha um guardião silencioso: o Monte Santana.'
Esse monte, coberto por uma vegetação verde-escura e coroado por uma pedra de formato peculiar, era conhecido pelos povos indígenas Tremembé como “Ypá-Moraitá”, que significa lugar onde o sol repousa. Eles acreditavam que, ao entardecer, o sol tocava o cume do monte para levar as preces da aldeia aos deuses.
Quando os portugueses chegaram, no final do século XVII, guiados por histórias de um rio largo e fértil — o Rio Acaraú — encontraram no monte um excelente ponto de observação contra ataques e para vigiar a planície. Chamaram-no de Monte Santana, em homenagem a Sant’Ana, santa protetora de suas famílias. Ali, fincaram uma cruz de madeira e construíram um pequeno marco de pedra, dizendo que aquele ponto era “o farol de Deus sobre o sertão”.
A Aurora no Século XX
Já no século XX, Aurora do Norte era o coração político e cultural de Santana do Acaraú. Suas ruas eram estreitas e ladeadas por casas baixas, quase todas com fachadas coloridas e portas de madeira pesada. O sino da Igreja Matriz de Sant’Ana marcava o tempo para todos: o badalar das seis chamava os fiéis para a missa; o das nove lembrava os trabalhadores de abrir as vendas e oficinas.
A cidade cresceu ao redor do Monte Santana como se quisesse protegê-lo. No topo, ergueu-se, em 1927, um mirante de pedra construído por iniciativa do prefeito José Alcides Ramos, inspirado nos velhos relatos portugueses. Dali se via o Rio Acaraú serpenteando pelo vale e, nas noites claras, o reflexo da lua parecia formar um caminho de prata até o mar distante.
O Encontro das Tradições
Aurora do Norte era um ponto de encontro entre as memórias indígenas e o legado luso. Uma vez por ano, no mês de julho, durante as festividades de Sant’Ana, grupos Tremembé vinham até o monte para acender tochas e entoar cantos ancestrais. A população local assistia, alguns com devoção, outros com curiosidade. Com o tempo, as procissões religiosas incorporaram essas tochas, transformando a subida ao monte num ritual único: fé católica e espiritualidade indígena lado a lado.
O Segredo do Monte
Os mais velhos contavam que, em 1943, durante a Segunda Guerra Mundial, dois jovens exploradores encontraram, numa fenda do Monte Santana, pedaços de cerâmica indígena e um artefato de bronze — algo que não deveria estar ali, já que os povos locais não trabalhavam o metal daquela forma. O artefato foi levado para Fortaleza e nunca mais se ouviu falar dele, alimentando lendas sobre tesouros escondidos e visitas de povos estrangeiros muito antes de portugueses ou espanhóis.
Aurora e o Futuro
Ao final do século XX, a cidade manteve o equilíbrio raro entre modernidade e tradição. As primeiras antenas de rádio surgiram no alto do monte, mas o mirante e a cruz de pedra continuavam intocados. Para os moradores, Aurora do Norte não era apenas a capital de Santana do Acaraú — era o ponto onde a história da terra se encontrava com o céu.
E até hoje, dizem que quem sobe ao Monte Santana na madrugada de junho, quando o vento sopra do leste, consegue ouvir um canto baixo vindo das pedras — metade reza portuguesa, metade oração Tremembé — como se o monte guardasse, para sempre, a memória de todos os que passaram por ali.

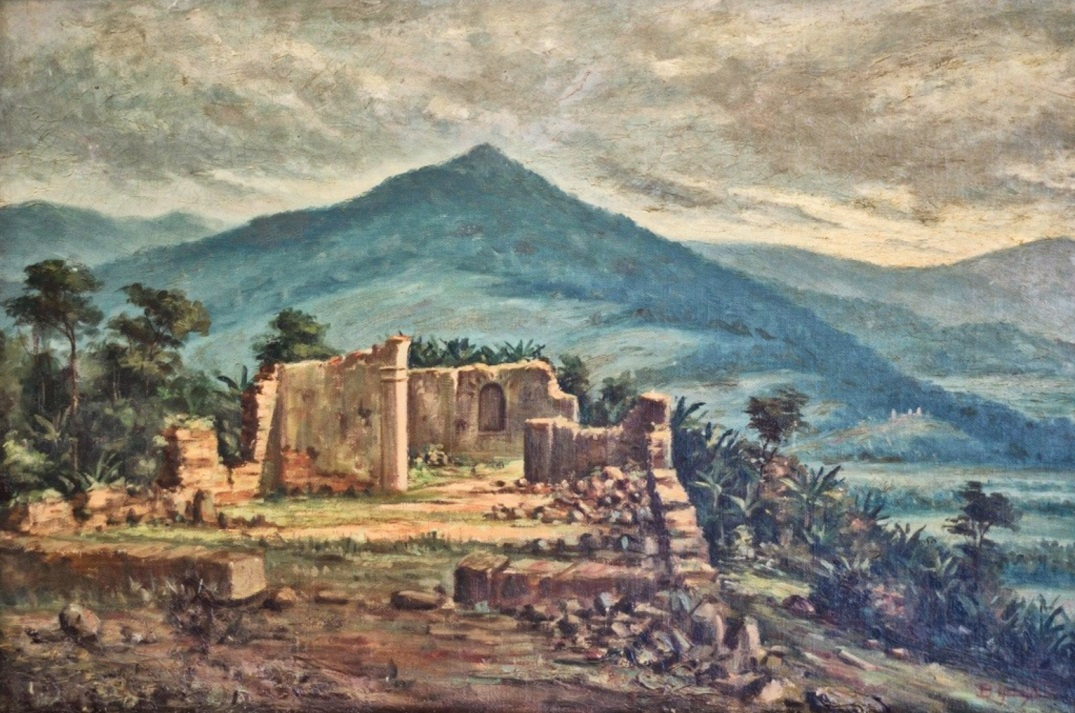
Benedito Calixto - Ruínas da fazenda Sant'Anna do Acaraú.

'Informações sobre Aurora do Norte - Santana do Acaraú'
Aurora do Norte – História e Eventos Principais
'1. Origens e Nome'
Aurora do Norte é o nome da sede do município de Santana do Acaraú.
Antes da colonização portuguesa, a região era habitada pelos índios Tremembés, que viviam no litoral e no vale do rio Acaraú.
Durante a colonização, a área passou por diversos nomes, como Curral Velho, Licânia e outros, até se consolidar como Santana do Acaraú.
---
'2. Fundação da Capela de Senhora Santana'
'Ano: 1739'
Fundador: Padre Antônio dos Santos da Silveira
Motivo: Construída após Frei Cristóvão de Lisboa, em 1626, encontrar uma imagem de Santa Ana intacta no Serrote da Rola.
Importância: Marcou o início da centralização colonial na região e o domínio português. Tornou-se ponto de referência para aldeias indígenas catequizadas e colonos portugueses.
---
'3. Criação da Vila e Sede Municipal'
'Ano da criação oficial da vila: 3 de novembro de 1862'
Evolução:
Antes: aldeias indígenas e pequenas fazendas de colonos portugueses.
Depois: vila com administração municipal, comércio e organização urbana.

Nome oficial do município: Santana do Acaraú
Nome da sede (cidade principal): Aurora do Norte
---
'4. Desenvolvimento Econômico e Cultural'
Economia: agricultura de subsistência, pesca, criação de gado e produção de farinha.
Cultura: festas religiosas (principalmente Festa de Senhora Santana), manifestações indígenas preservadas entre Tremembés, tradições rurais e folclore local.
Geografia: localizada às margens do rio Acaraú, próxima ao Serrote da Rola, com relevo de dunas e planícies litorâneas.
---
'5. Eventos Relevantes Pós-Fundação'
Século XIX: expansão de fazendas e aumento da população portuguesa e mestiça.
Século XX: urbanização da sede municipal, criação de escolas e infraestrutura básica.
Atualmente: Aurora do Norte é o centro administrativo e econômico do município, mantendo heranças históricas dos Tremembés e colonizadores portugueses.

'Fundação da capital Aurora do Norte, Santana do Acaraú: Século XX (1920)'

História de Aurora do Norte – Santana do Acaraú '(Continuação Incrível)'
Aurora do Norte, sede municipal conhecida como a “capital” simbólica de Santana do Acaraú, nasceu do encontro entre dois mundos: os povos indígenas Tremembés e os colonizadores portugueses que chegaram ainda no século XVII.
Os Tremembés, primeiros habitantes, cultivavam a terra com fartura, plantando mandioca, milho e frutas nativas. Suas tradições estavam ligadas às águas do rio Acaraú e às matas do morro Santana, que serviam como proteção e lugar sagrado. Quando os portugueses chegaram, trouxeram consigo novas técnicas de construção, mas também o desejo de dominar as terras férteis cultivadas pelos indígenas.
No século XX, a região de Aurora do Norte já se transformava. O comércio crescia, mas muitos espaços tradicionais foram fechados e reorganizados. Entre eles, o Retiro, hoje conhecido como Rua Aurea Stella Alves Dias, ganhou importância. Antigamente, essa rua larga e cheia de vegetação se chamava Rua Norte de Sant’Anna. Era nesse espaço que os Tremembés mantinham plantações comunitárias, cultivando alimentos que sustentavam toda a comunidade.
Com o passar dos anos, os portugueses renomearam a via, chamando-a de Rua Pedro II de Cabral, como símbolo de poder e para marcar a vitória sobre as resistências indígenas. Ainda assim, os Tremembés não se calaram: no início do século XXI, descendentes e grupos organizados passaram a reivindicar o espaço novamente, ocupando a rua larga do Retiro e recordando suas raízes. A “invasão” indígena, como foi chamada na época, não foi apenas um ato de protesto, mas também de memória — o resgate da cultura ancestral e da vegetação que ali existia.
A Aurora do Norte, formada desde o morro Santana até a Rua Aurea Stella Alves Dias, consolidou-se como um marco simbólico dessa luta pela terra e pela memória.
Mas o destino seria incerto: já no século XXIII, Aurora do Norte enfrentou um esvaziamento. Os moradores abandonaram a região, deixando para trás apenas marcas, ruínas e lembranças. As antigas plantações foram escondidas, guardadas em locais que até hoje ninguém sabe ao certo onde ficam. Alguns dizem que a vegetação dos Tremembés sobreviveu em segredo, preservada como um tesouro natural oculto, aguardando o tempo de florescer novamente.
Assim, a história de Aurora do Norte mistura conquista, resistência e mistério — um lugar onde os nomes das ruas contam a trajetória de um povo, e onde cada geração deixou sua marca: dos Tremembés ao Retiro, da Rua Norte de Sant’Anna à Rua Aurea Stella Alves Dias, e da memória do passado ao silêncio do futuro.

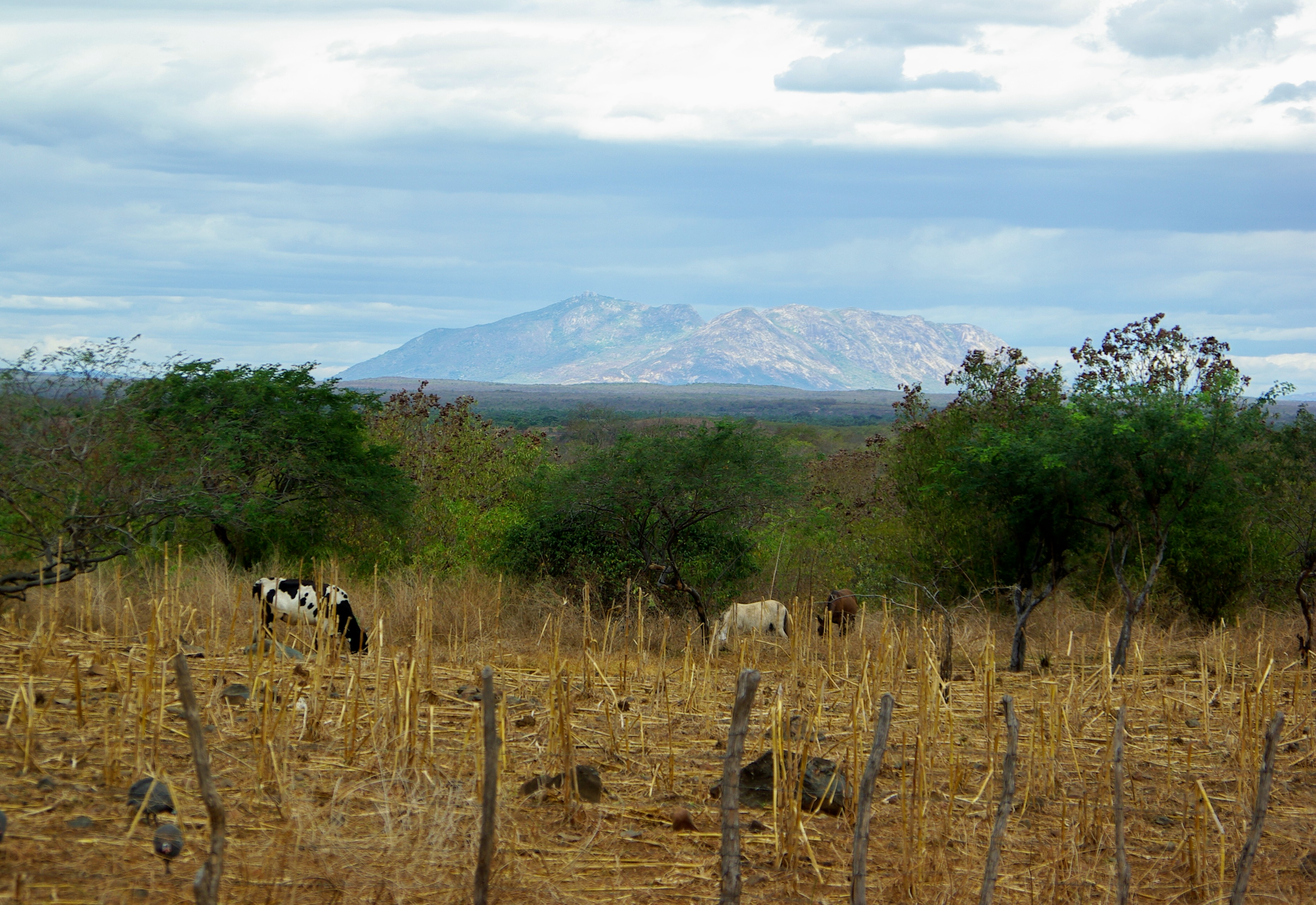

monte santana século XX_20250816_114100_0000.pdf

Santana do Acaraú Século XX_20250816_114211_0000.pdf

## Subdivisões

### Distritos
| Distrito          | População                               |
| ----------------- | --------------------------------------- |
| Bahia             | 876                                     |
| Bartolomeu        | Habitantes não divulgado até o momento. |
| Baixa Fria        | 2998                                    |
| Barro Preto       | 777                                     |
| João Cordeiro     | 1804                                    |
| Mutambeiras       | 2802                                    |
| California        | Não divulgado/habitantes.               |
| Mocambo           | 4000                                    |
| São Francisco.    | 1979                                    |
| Chora             | 30000                                   |
| Ipueirinha        | 31000                                   |
| Açougue           | 32000                                   |
| Parapuí           | 2234                                    |
| Santana do Acaraú | 12904                                   |
| Sapó              | 1803                                    |